# Pedro Dot
Pedro Dot Martínez (1885 -1976) est un rosiériste espagnol qui compte parmi les grands créateurs de roses du monde. Un certain nombre de ses cultivars sont considérés comme ayant des caractéristiques fort originales. 

## Biographie
Pedro Dot naît le 28 mars 1885 dans le domaine de Torreblanca , (San Justo Desvern), propriété du marquis de Monistrol, plus connu aujourd'hui pour son vignoble. Son père, qui est intendant du domaine, travaille à la reconfiguration du parc, qui comprend une petite roseraie, et à la modernisation des cultures de la propriété. Le domaine agricole se trouve près du village de San Feliu de Llobregat, dans l'église duquel Pedro Dot fut baptisé et dans lequel il s'installa à partir de 1906. C'est là que se déroula aussi toute son activité professionnelle.
Son père, Simón Dot Canalias, fils de paysans, était un jardinier reconnu, avec sa propre pépinière spécialisée dans la production d'arbres fruitiers, qu'il vendait dans toute l'Europe. C'est à lui que l'on doit une mutation du genre Sophora : Sophora pendula 'doteana'. En 1900, il est envoyé comme délégué de la députation de Barcelone à se rendre à l'Exposition universelle de Paris. Marié avec Benita Martínez, il a quatre filles (Paula, Carme, Teresa et Pilar) et un fils (Pedro).
C'est dans ce contexte que la vocation de Pedro Dot s'épanouit dans le monde de l'horticulture. Il travaille à l'âge de seize ans chez Joaquim Aldrufeu Arguyol, le premier à procéder à l'hybridation de roses en Espagne, comme la rose 'Reina Maria Cristina' en 1894, et qui fut l'un des horticulteurs et jardiniers parmi les plus connus de son époque. En 1910, Pedro Dot se rend à l'Exposition universelle de Bruxelles en 1910 et visite nombre de pépinières et expositions florales. Au retour, il passe par Paris où il achète sur les quais le livre de Cochet-Cochet et Mottet intitulé Les Rosiers, ouvrage fondamental qui va le marquer définitivement.
Il présente en 1923 ses premières créations, les roses 'Francesc Corbera', 'O. Junyent' et 'Margarita Riera'. Il gagne son premier prix à Paris en 1924 avec un certificat de mérite, au concours des roses nouvelles de Bagatelle, grâce au rosier 'Margarita Riera'. Entre 1924 et 1957, il remporte 26 médailles d'or et 17 certificats de mérite. Il réalise sa première exposition de roses en 1928 à San Feliu de Llobregat, posant les germes de ce qui deviendra l'Exposición Nacional de Rosas de San Feliu de Llobregat et qui perdure encore.

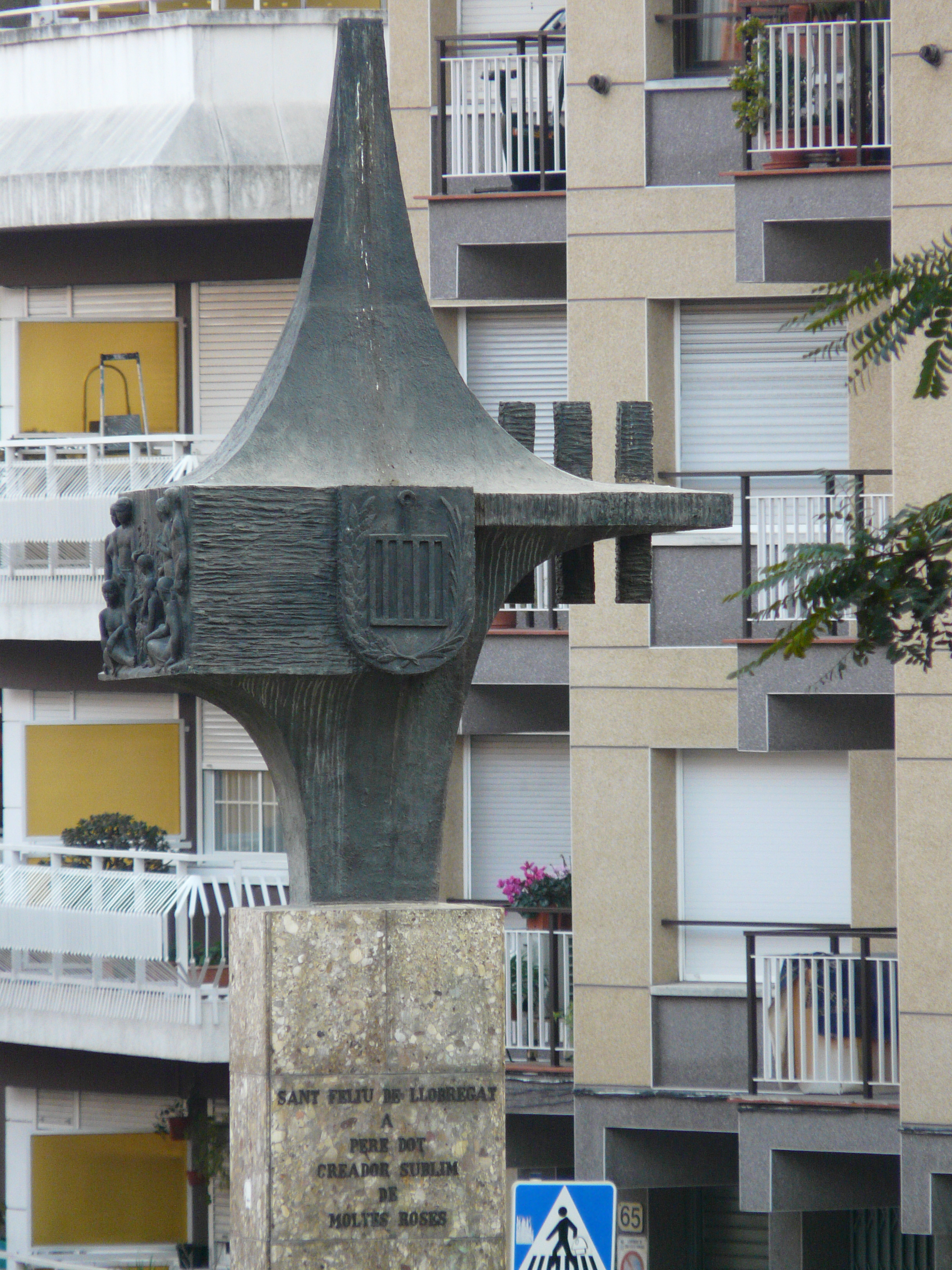
Mémorial en l'honneur de Pedro Dot, sur la place Pedro Dot de San Feliu de Llobregat.

C'est à la fin des années 1940 que les expositions de roses reprennent en Espagne et que celle de San Feliu reprend en 1949. Pedro Dot acquiert une renommée de plus en plus grande grâce à ses roses miniatures, en particulier grâce à la rose 'Si' (1957), considérée comme la rose la plus petite du monde. Dans les années 1950-1970, l'entreprise familiale Rosas Dot connaît une croissance exponentielle. Mais dans les années 1970, la croissance urbaine de San Feliu provoque le partage de l'entreprise en deux. Pedro s'occupe avec son fils Simon (et les enfants de ce dernier Jordi, Albert et Pilar) de sa pépinière de Villafranca del Panadés, tandis que Marino (dit Marí) et ses fils (Robert, Víctor et Pere), s'installent à Cervelló.
Pedro Dot est nommé « hijo predilecto » (fils préféré) en 1932 de San Feliu et reçoit la médaille d'or de San Feliu en 1971. Une rue y est baptisée de son nom avec un mémorial.
Il meurt à Villafranca del Panadés le 12 novembre 1976.

## Relations internationales

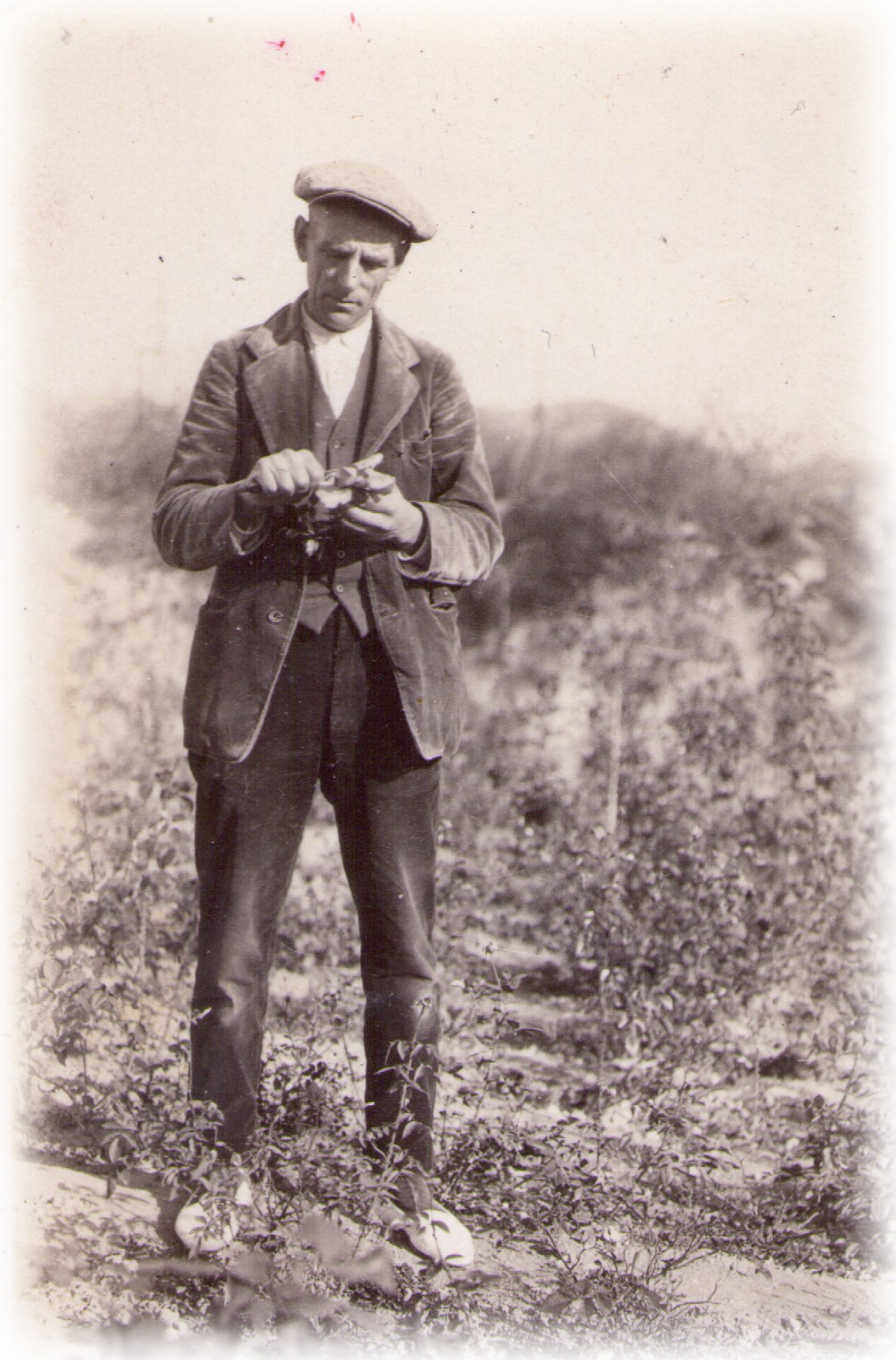
Pedro Dot dans sa roseraie vers 1930.

Pedro Dot, en plus de participer à des concours internationaux, maintient des relations étroites à l'étranger avec de nombreux rosiéristes et horticulteurs (M. Leenders, Kordes, Lévêque, Pernet, Vilmorin, Hewart, Dickson, Mallerin, Bucher ...) et en particulier avec les États-Unis où il est représenté par Conard-Pyle Co et où ses roses sont régulièrement présentes à l'exposition American Rose Annual. Il est également ami avec le Dr J.H. Nicolas, directeur technique de Jackson & Perkins, qui lui rend visite pour la première fois à San Feliu en 1925, et avec le Dr Griffith Buck, avec qui il entretient une correspondance nourrie après 1945. En 1981, le Dr Griffith Buck lui dédie une rose: 'El Català'.
C'est grâce à l'appui des Américains qui lui envoient des fonds qu'il peut continuer à travailler et à poursuivre ses hybridations pendant la guerre civile, la généralité de Catalogne protégeant au début sa roseraie. Ses deux fils, Simon (1916-2008) et Marino (1918-1994), combattent en effet du côté républicain. Les Américains poursuivent leur aide après la guerre. Pedro Dot présente sa première rose miniature en 1939 après l'entrée des troupes franquistes dans sa région. Il s'agit d' 'Estrelitta de Oro', fruit de ses recherches sur le rosier Rosa Indica 'Minima' (ou Rosa chinensis 'Minima'). Cependant les années de guerre civile, puis l'isolement de l'Espagne pendant les années 1939-1945 affectent ses affaires négativement.

## Illustrations

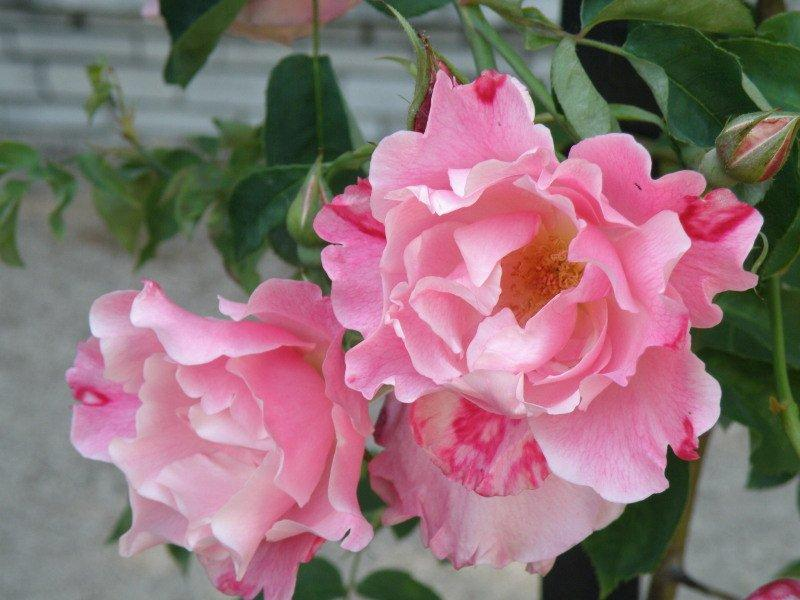
'Madame Grégoire Staechelin', HT. trep. , P. Dot, 1927.
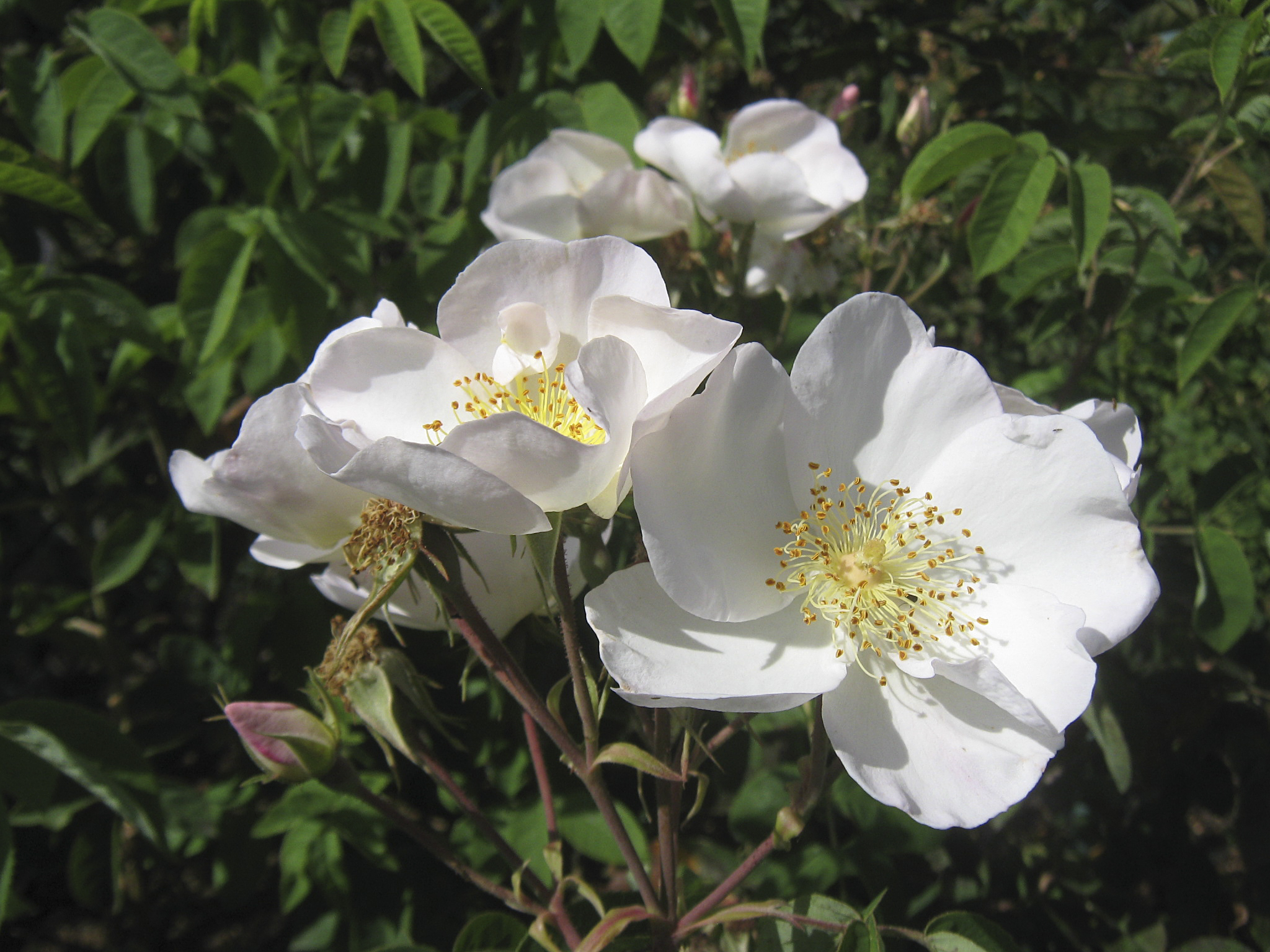
'Nevada', HT. trep. , P. Dot, 1927.
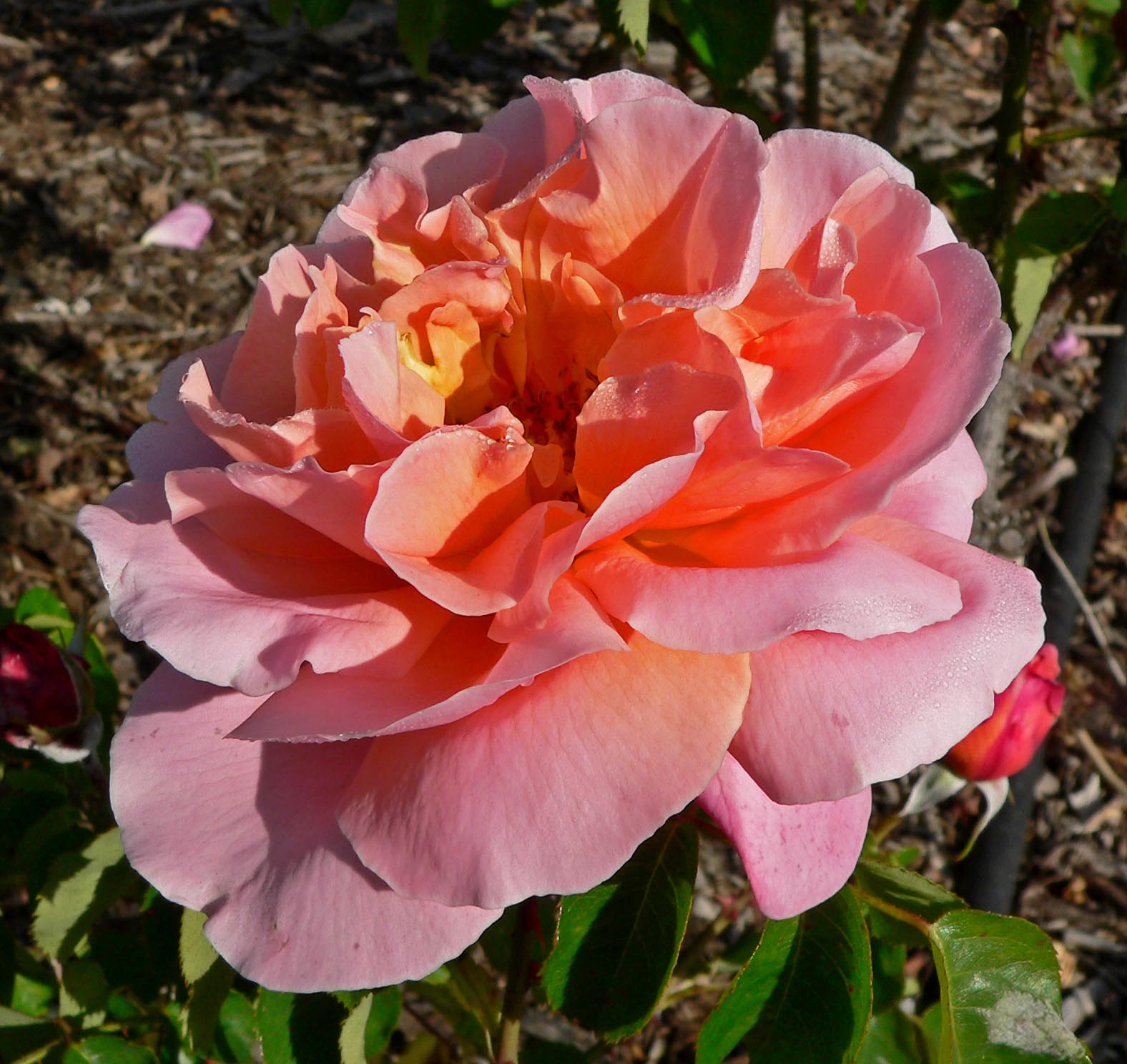
'Marí Dot', HT. trep. , P. Dot, 1927 (d'après le second fils de Pedro Dot, prénommé Marino), à la roseraie municipale de San Jose en Californie.
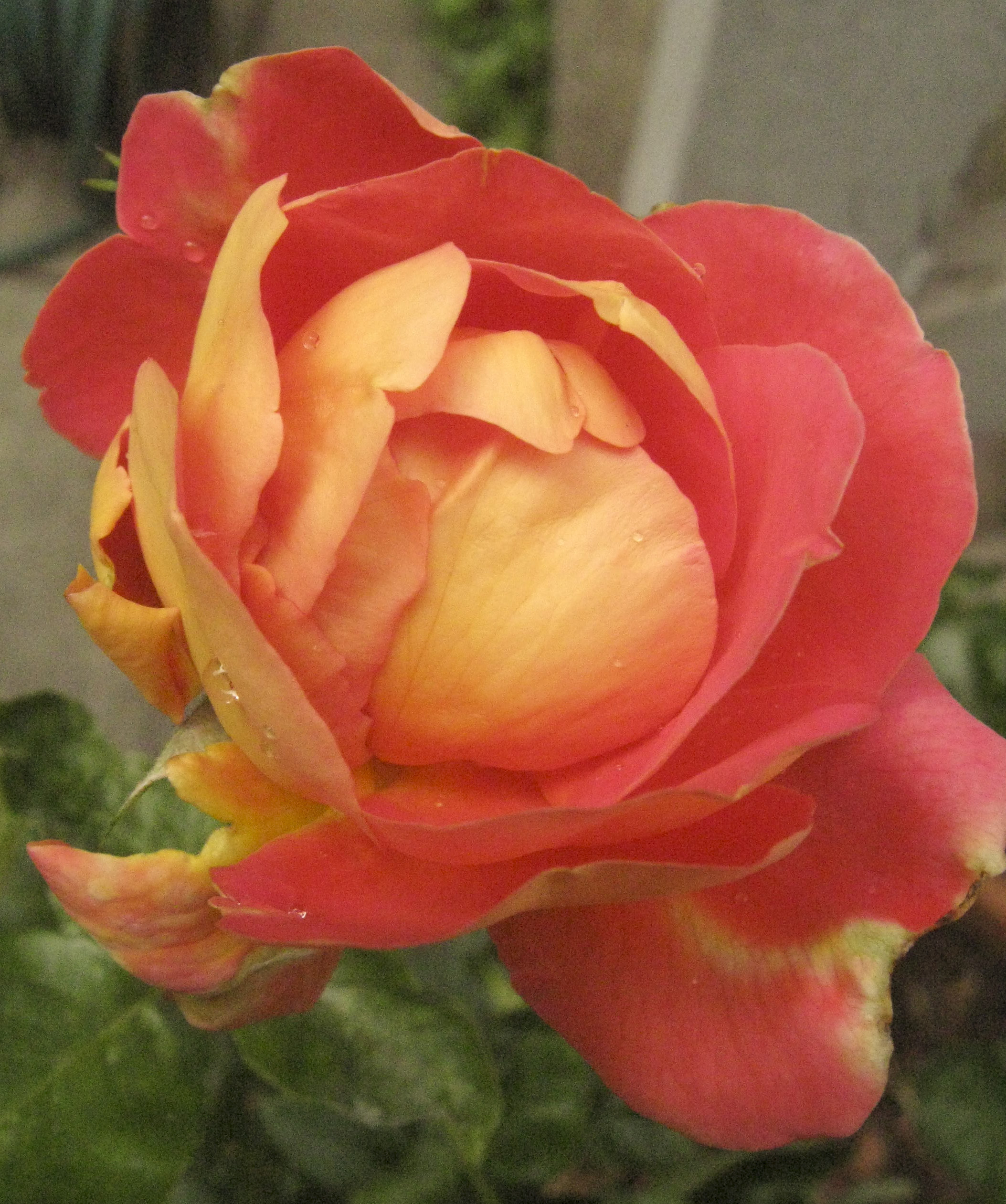
'Condesa de Sástago', HP. P. Dot, 1930. La première rose bicolore de Dot.
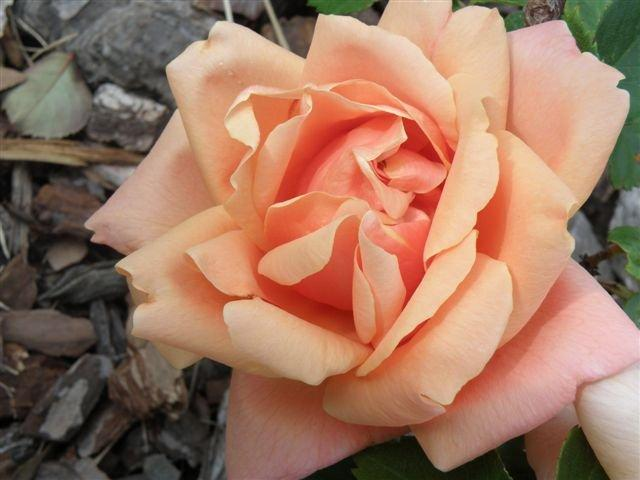
'Duquesa de Peñaranda', HP. P. Dot, 1931.
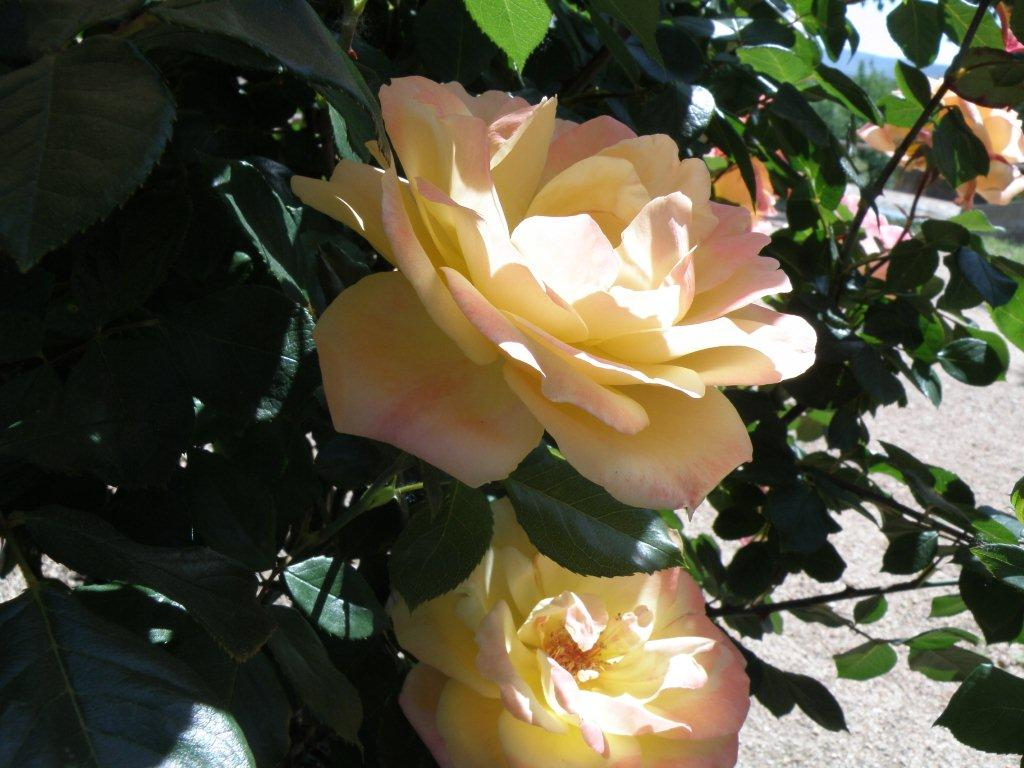
'Federico Casas', HT, P. Dot. 1929.
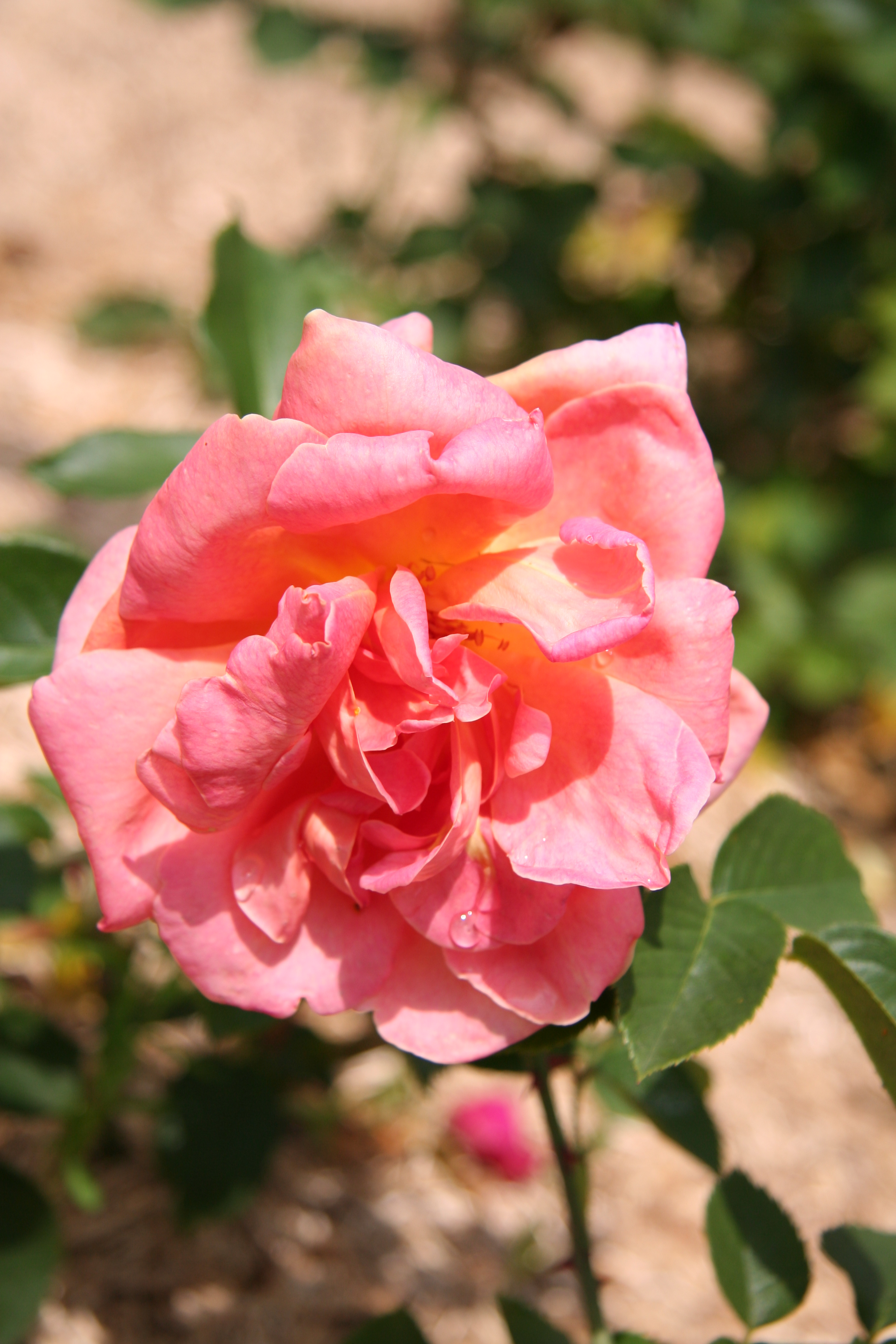
'Luis de Briñas', HT, P. Dot 1932.
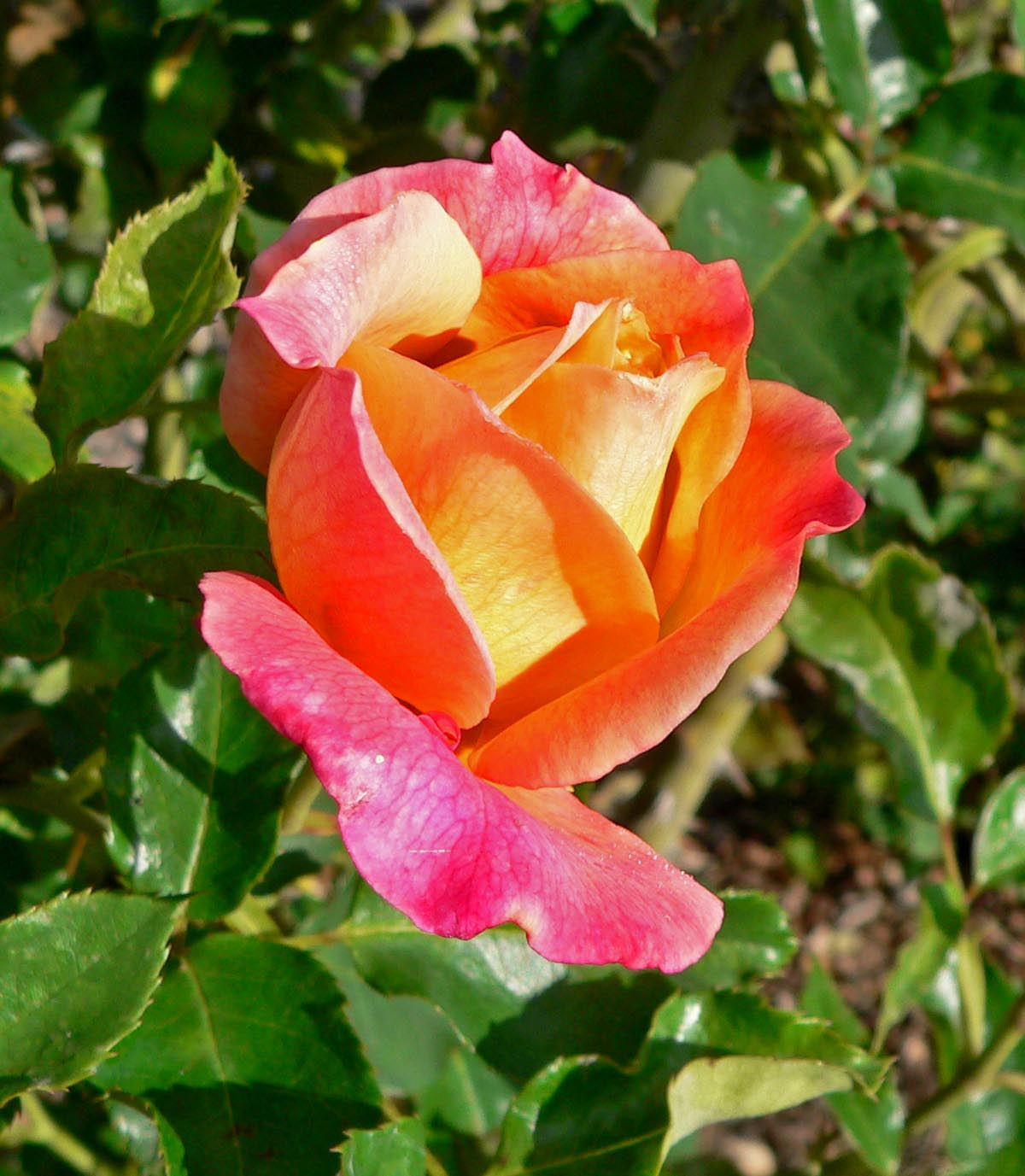
'Girona', HT, . P. Dot, 1936.
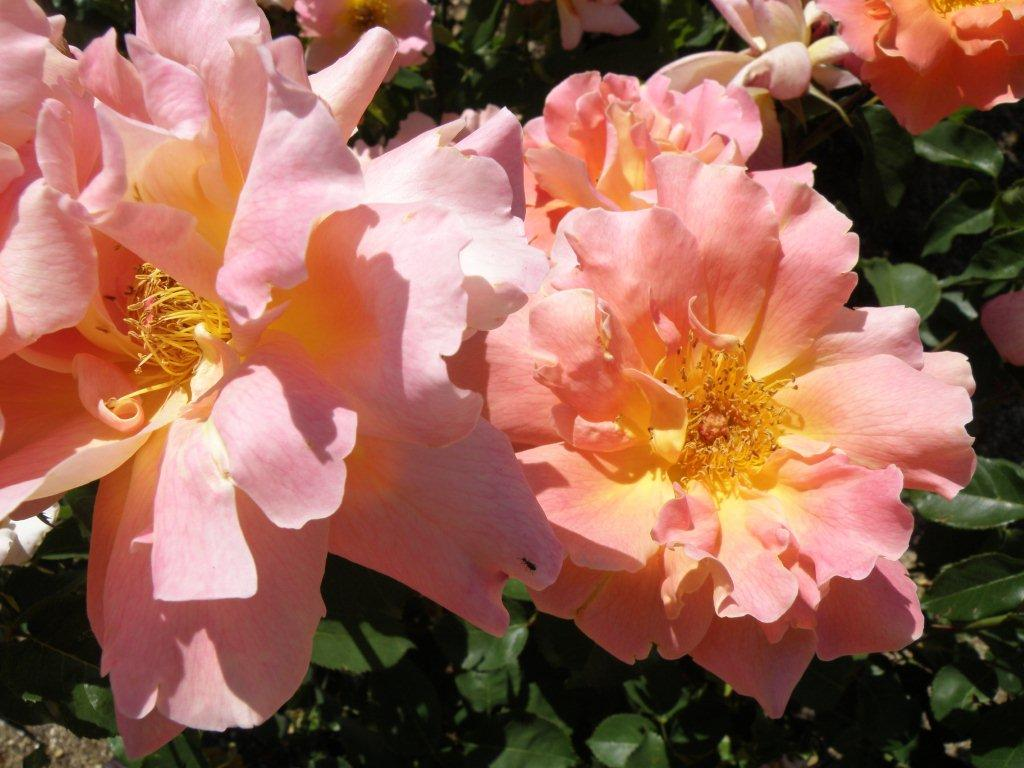
'Ramón Bach', HT, P. Dot 1938
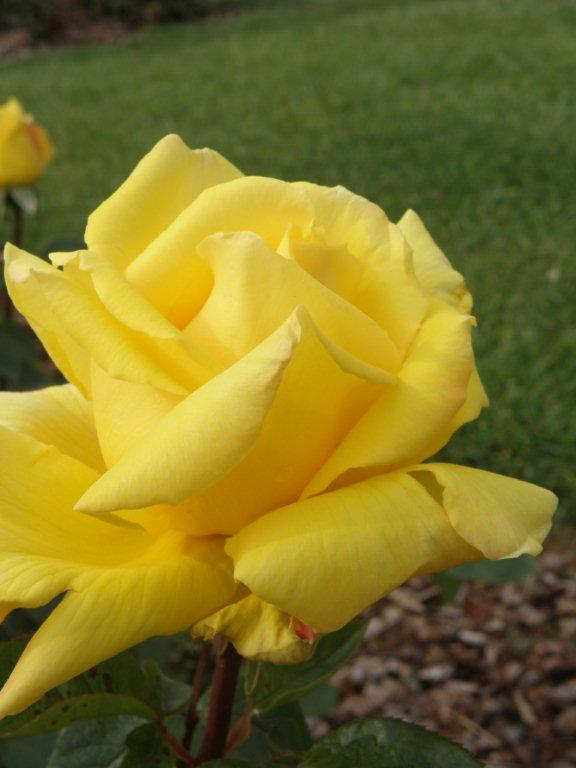
'Joaquin Mir', HT, P. Dot 1940.
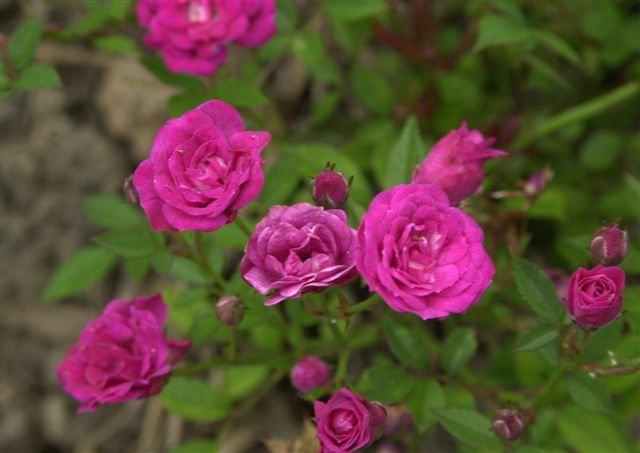
'Perla de Alcanada', P. Dot, 1944
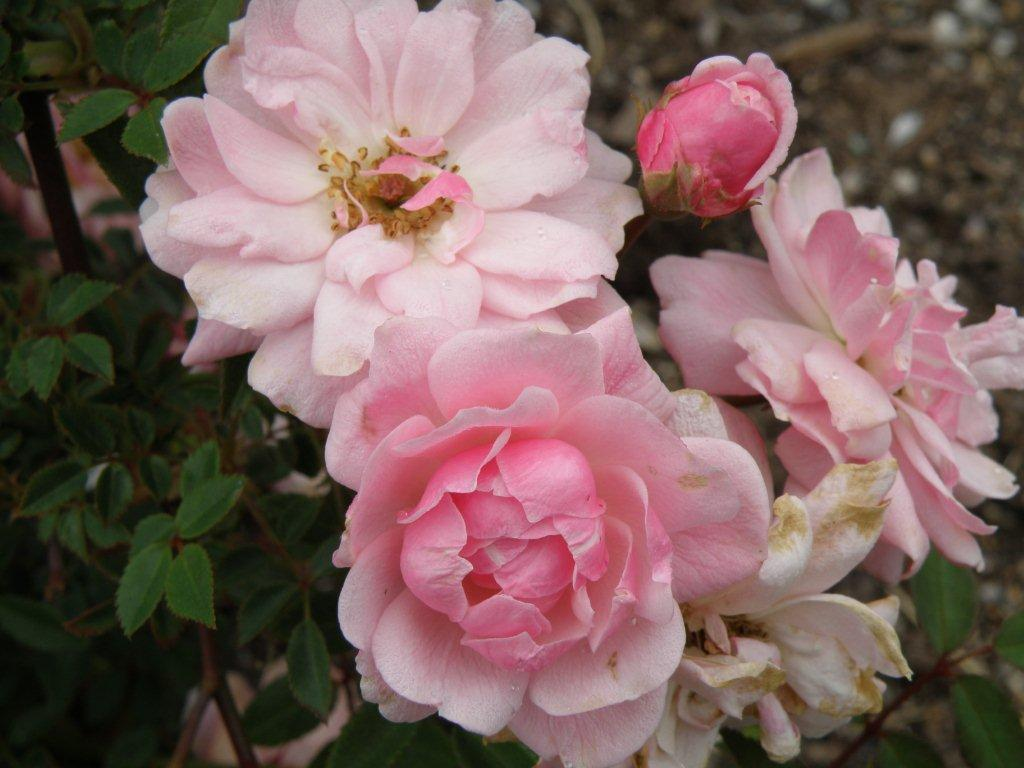
'Perla de Montserrat', miniature, P. Dot 1945.
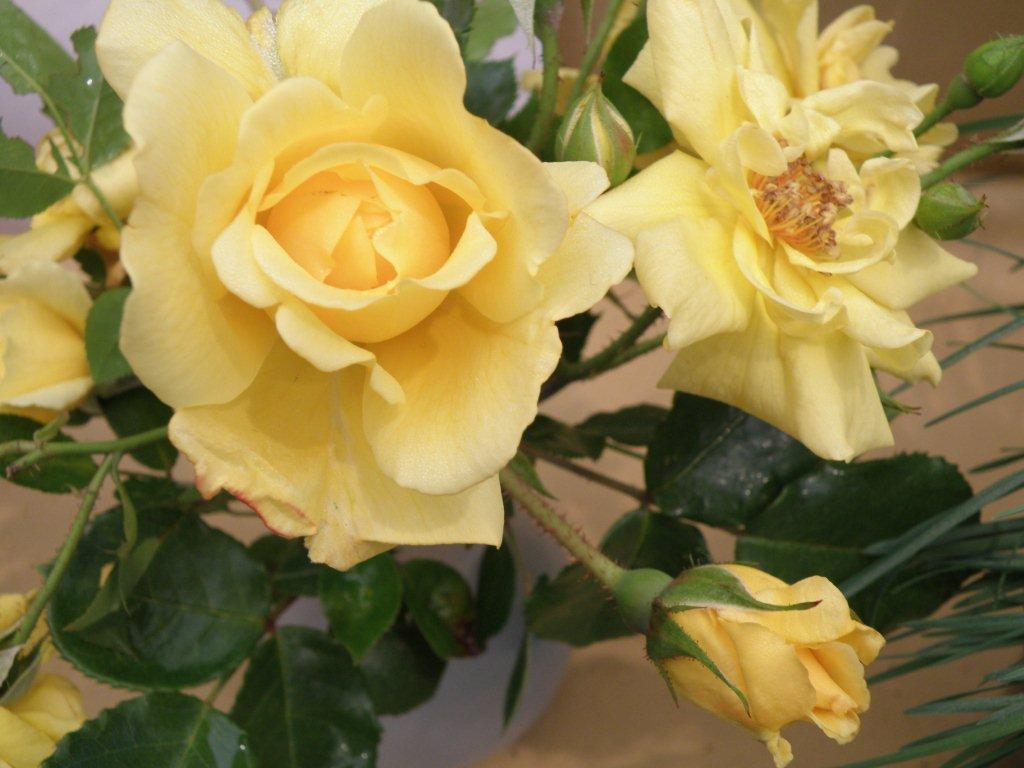
'Rosina', miniature, P. Dot 1951
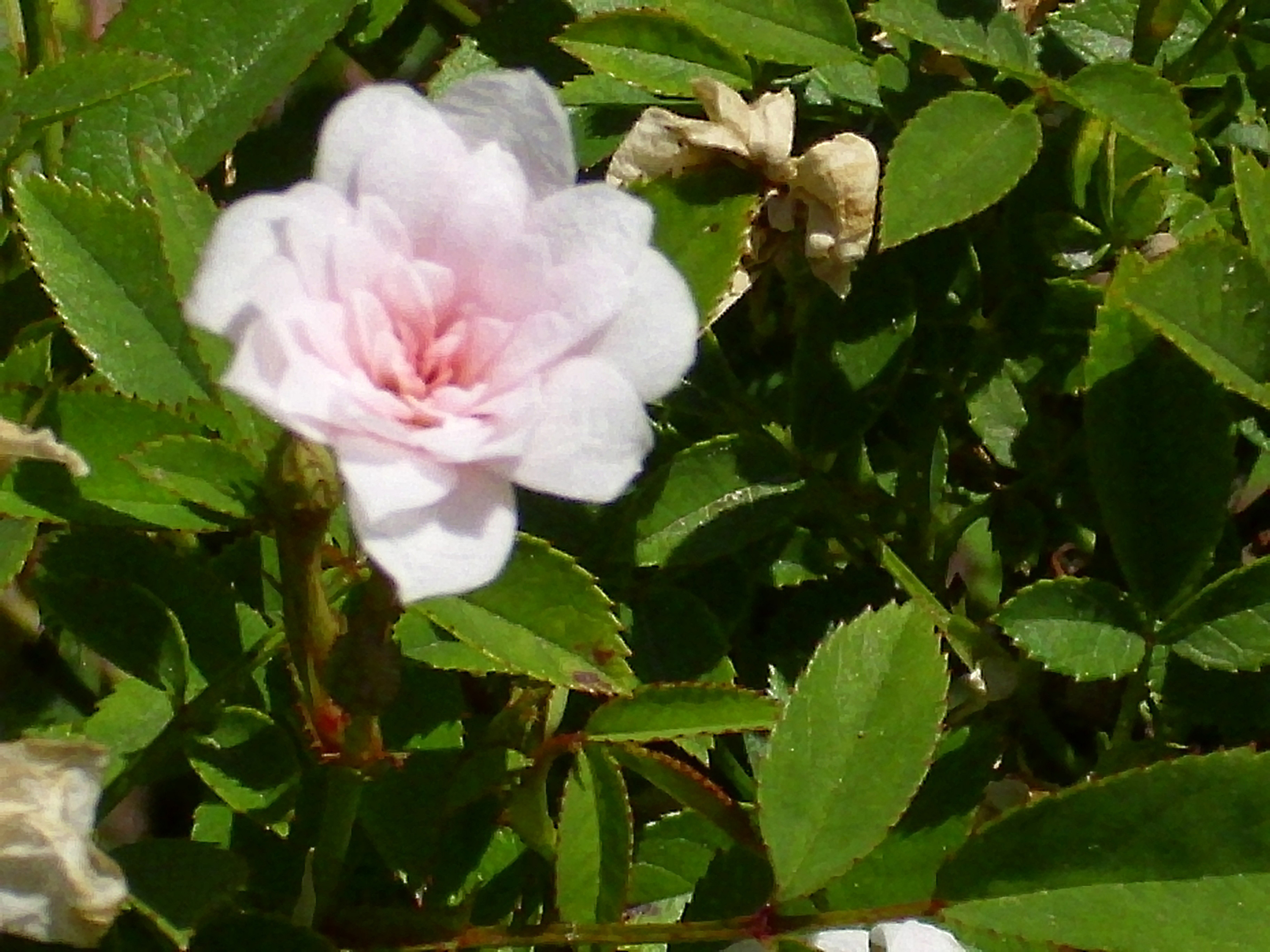
Rose 'Si', miniature, P. Dot 1957, à la roseraie du parc de l'Ouest de Madrid.
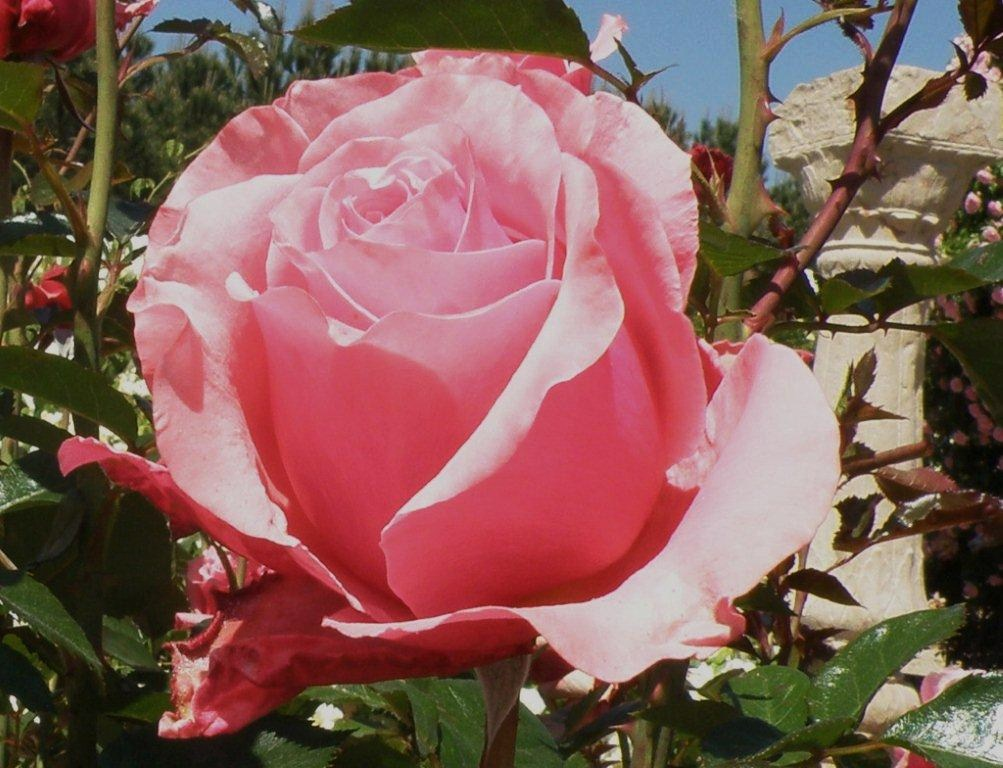
'Miquel Aldrufeu', HT ('Linda Porter' aux États-Unis), P. Dot , 1957.
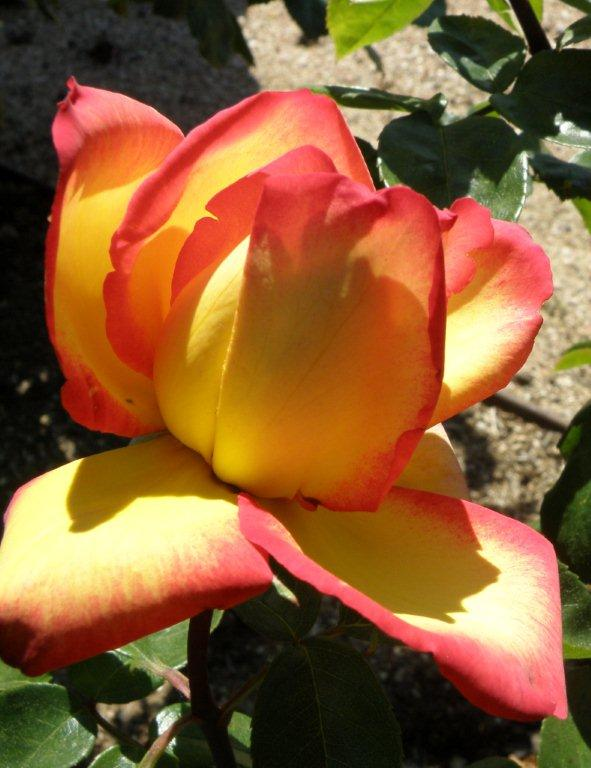
'Hong Kong', HT, P. Dot, 1962.
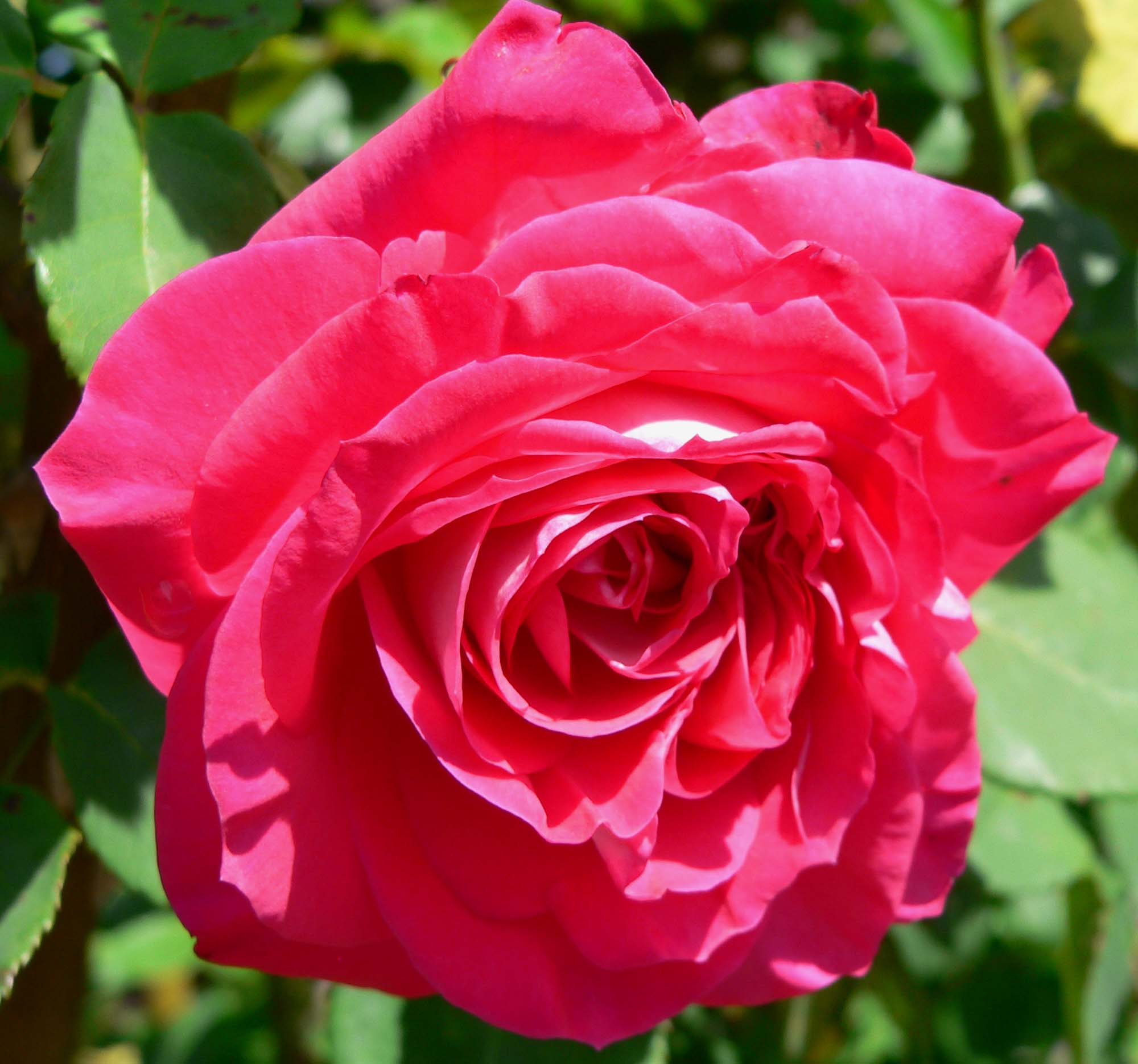
'Rose Dot', HT, P. Dot, 1962.
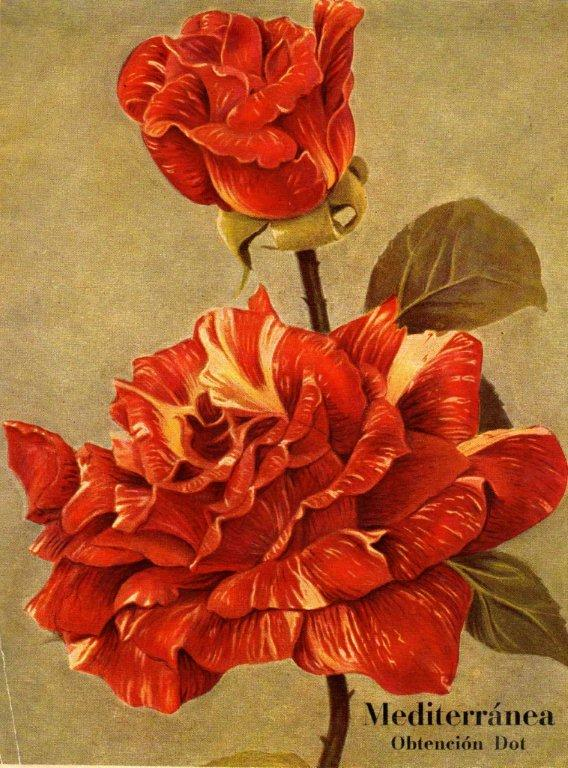
La rose 'Mediterrànea', HT, P. Dot, 1943, couverture du catalogue de Rosas Dot en 1943.

## Œuvre

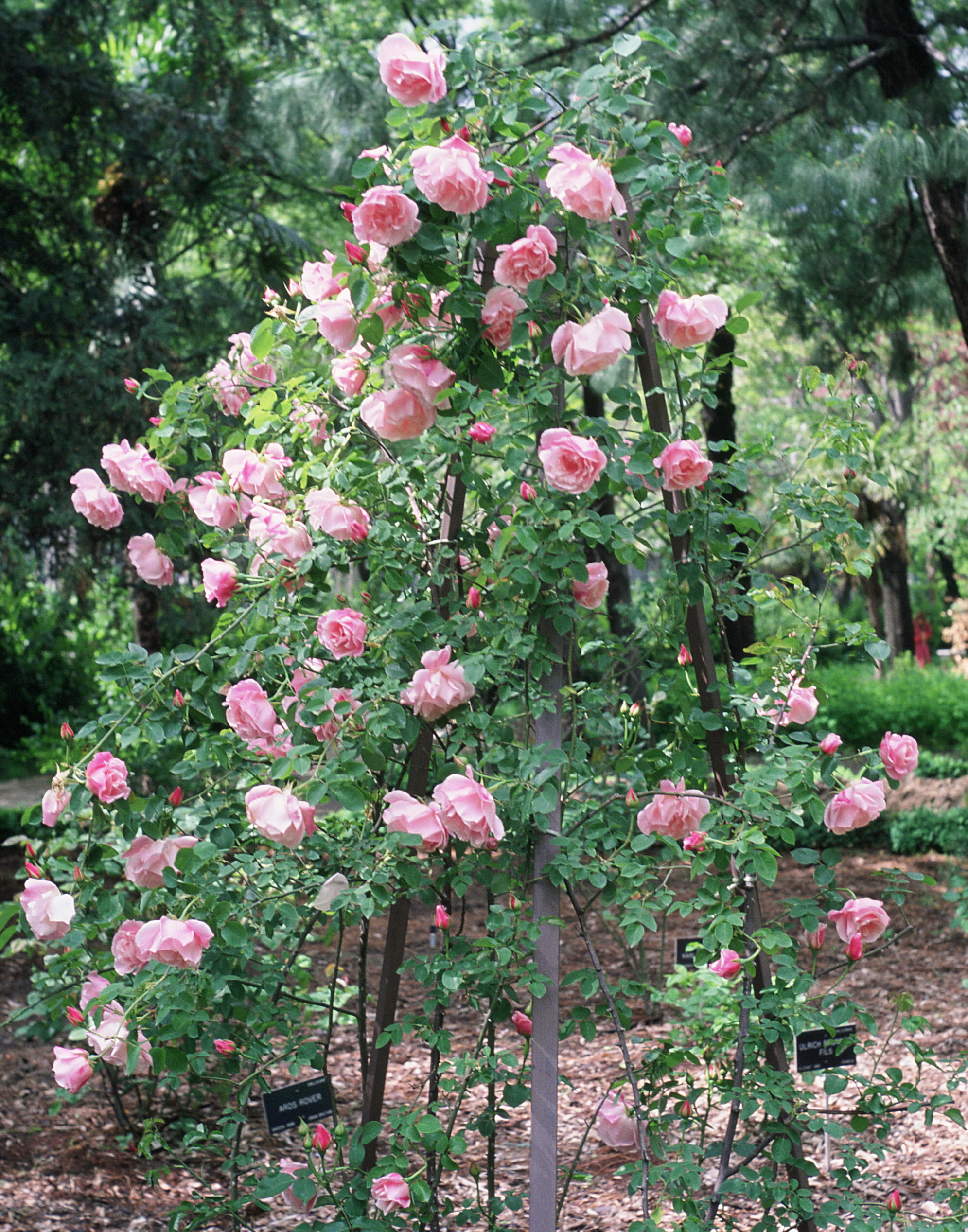
Rosier grimpant hybride de thé 'Madame Grégoire Staechelin' (1927)

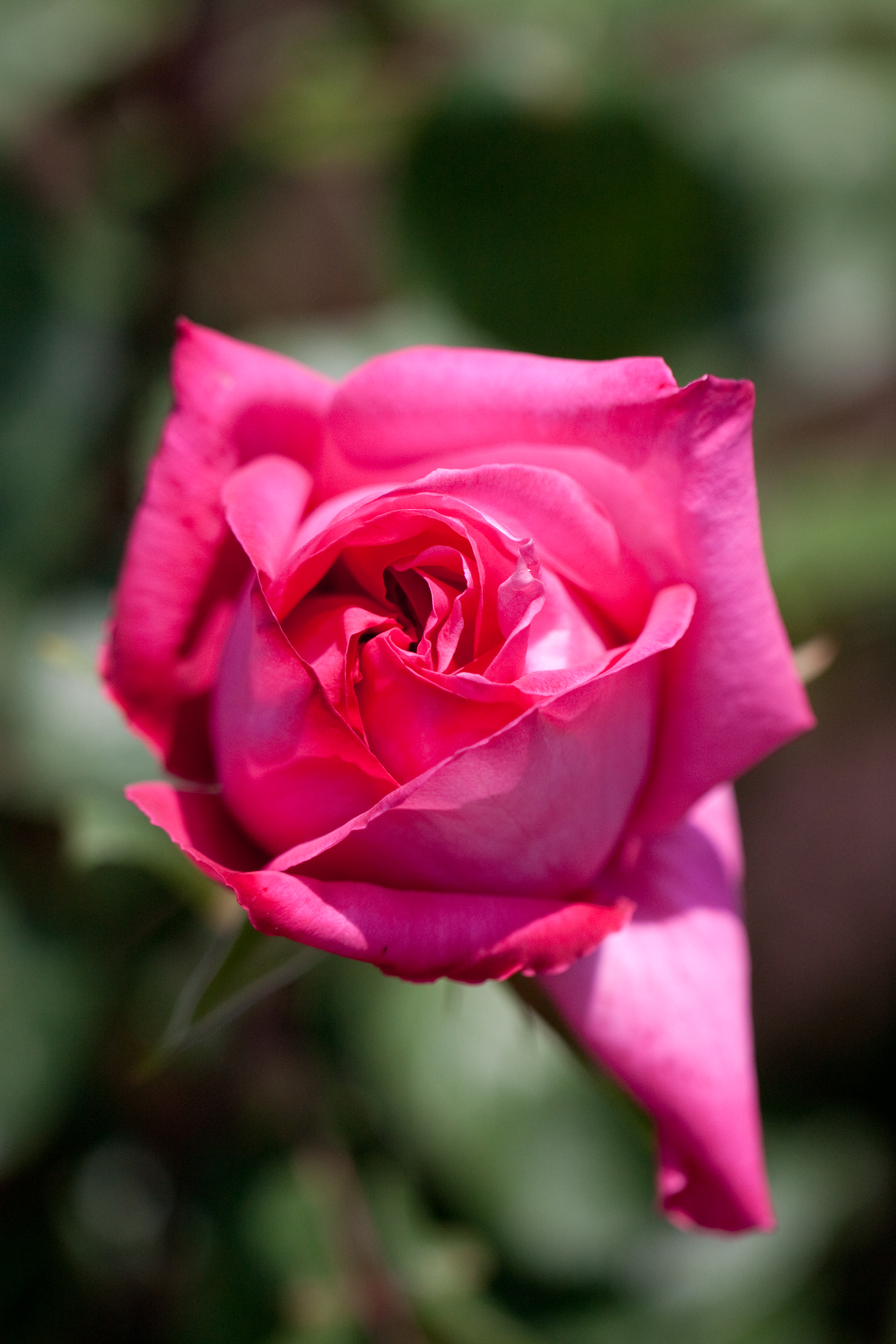
'Montesquieu', hybride de thé (1959).

Après son succès à Bagatelle avec ‘Margarita Riera’, où il commence à se faire un nom en Europe, Pedro Dot se sert de variétés comme ‘Frau Karl Druschki’, ‘Souvenir de Claudius Pernet’ et ‘Madame Édouard Herriot’, pour produire un grand nombre d'hybrides de thé aux couleurs très brillantes et qui surtout supportent bien le climat chaud. Ils ont pour la plupart comme ancêtre des Pernetianae de Pernet-Ducher qui est le premier à obtenir des roses à la couleur jaune très soutenue grâce au croisement de Rosa foetida avec des hybrides de thé, mais qui ne sont pas résistantes aux grands froids. ‘Marí Dot’ gagne un prix à Strasbourg et ‘Condesa de Sástago’ le premier prix de Rome. Pedro Dot s'intéresse beaucoup à l'obtention de roses bicolores, par exemple écarlates avec des nuances jaunes au revers des pétales. À partir de 1925, Pedro Dot commence à se servir du pollen de roses botaniques pour ses hybridations.
Son succès le plus incontesté est 'Nevada' (cultivar issu de Rosa spinosissima), présentée en 1927. Son grand rosier grimpant 'Madame Grégoire Staechelin' (1927) est également unanimement plébiscité. Il renouvelle aussi la tradition des rosiers mousseux avec par exemple 'Golden Moss' (1932), le premier mousseux jaune du monde. Dans les années 1930, il s'appuie sur les travaux de Joseph Pernet-Ducher pour produire des roses couleur flamme, avec des nuances pastel ou orange vif. L'on peut distinguer ‘Catalònia’, ‘Condesa de Sástago’, ‘Angels Mateu’, ‘Girona’, ‘Maria Peral’, ‘Duquesa de Peñaranda’ et ‘Federico Casas’. Avec ‘Baby Gold Star’, ‘Golden Sástago’, et ‘Joaquin Mir’, Dot  obtient des roses d'un jaune pur et profond.
Il était membre des Amigos de las Rosas, société fondée à Barcelone en 1931 avec Rubio, Cambo, Ros Sabaté, et Cyprien Camprubí, obtenteur de la fameuse rose 'Violonista Costa'. Son disciple Eugenio Fojo  atteint une grande notoriété dans le nord de l'Espagne. De la fin des années 1930 aux années 1950, il se fait un nom grâce à l'obtention de rosiers miniatures. Il croise des hybrides de thé avec des miniatures, obtenant de meilleurs résultats que ceux qui utilisent des polyanthas.
Son fils Simon devient obtenteur dans les années 1960, particulièrement de roses de couleur mauve ou lavande. Son autre fils Marino et ses petits-enfants produisent également des roses dans les années 1960 et 1970. Certaines sont attribuées à Pedro Dot de façon erronée.

## Postérité
Les roses 'Nevada' et 'Madame Grégoire Staechelin' sont certainement ses plus grands succès internationaux. Les rosiers miniatures de Dot sont aussi très prisées par les aficionados. La question de l'avenir se pose pour ses remarquables hybrides de thé. La société Dot continue son activité et offre une soixantaine de variétés à la vente, mais seulement une dizaine obtenues par Pedro Dot lui-même. La pépinière californienne  Vintage Gardens représente bien dans son catalogue les obtentions de Pedro Dot aux États-Unis. Quelques-unes sont présentes dans les roseraies et parc publics européens, surtout à la Roseraie de L'Haÿ près de Paris, et à la Roseraie François-Mitterrand. La collection Fineschi en Toscane en comprend soixante-six et l'Europa-Rosarium de Sangerhausen en Allemagne en possède trente-deux. Cependant un grand nombre des cent quarante obtentions de Dot ne sont plus présentes que dans des jardins privés en Espagne, et parmi elles ses plus beaux hybrides de thé. La belle 'Angelita Ruaix' par exemple n'est plus préservée que sur un balcon par sa fille aînée à Barcelone.
Les collections australiennes plébiscitent la floribunda ‘Cascabel’, et ‘Catalònia’, ‘Condesa de Sástago’, ‘Duquesa de Peñeranda’, 'Frivolité', ‘Girona’, ‘Golden Moss’, ‘Lady Trent’ ('Julia Ferran'), ‘Linda Porter’ (‘Miguel Andrufeu’), ‘Lola Montes’, ‘Madame Grégoire Staechelin’, ‘Nevada,’ ‘Pilarin Vilella’ et ‘Rádio.’ Les rosiers miniatures sont présents aussi. Les catalogues en France proposent régulièrement en priorité 'Nevada', 'Madame Grégoire Staechelin', ou encore la bicolore 'Condesa de Mayalde'.